# Liste der Sieger im Springreiten beim CHIO Aachen

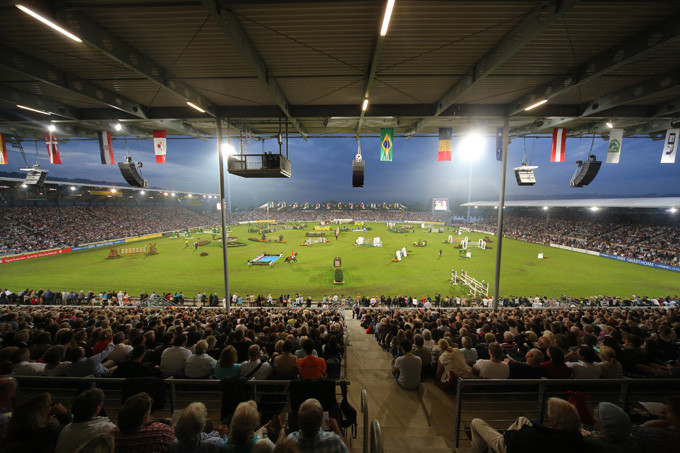
Springreiten beim CHIO Aachen

Die Liste der Sieger im Springreiten beim CHIO Aachen enthält alle Gewinner der Einzelwertung (Großer Preis von Aachen) und Mannschaftswertung (Nationenpreis) des CSIO innerhalb des CHIO Aachen.

## Großer Preis von Aachen
Der Große Preis von Aachen wird als Springprüfung mit zwei Umläufen und Stechen ausgetragen. Er gilt als eine der schwersten Springprüfungen der Welt. Die Prüfung ist seit dem Jahr 2013 eine Etappe des Grand Slam der Springreiter.

### Rekordsieger

#### Reiter
| Anzahl Siege | Reiter                     | Jahre                  |
| ------------ | -------------------------- | ---------------------- |
| 4            | Piero D’Inzeo              | 1952, 1959, 1961, 1965 |
| 4            | Nick Skelton               | 1982, 1987, 1988, 2013 |
| 3            | Fritz Thiedemann           | 1951, 1953, 1955       |
| 3            | Alwin Schockemöhle         | 1962, 1968, 1969       |
| 3            | Hans Günter Winkler        | 1954, 1957, 1969       |
| 3            | Paul Schockemöhle          | 1974, 1979, 1984       |
| 3            | Ludger Beerbaum            | 1996, 2002, 2003       |
| 3            | Marcus Ehning              | 2006, 2018, 2023       |
| 2            | Ernest Halberg             | 1928, 1929             |
| 2            | Hans-Heinrich Brinckmann   | 1937, 1939             |
| 2            | Walter Hafemann            | 1949, 1950             |
| 2            | Neal Shapiro               | 1966, 1971             |
| 2            | Nelson Pessoa              | 1964, 1972             |
| 2            | Jean-Claude Van Geenberghe | 1993, 1995             |

#### Pferde
| Anzahl Siege | Pferd       | mit Reiter      | Jahre      |
| ------------ | ----------- | --------------- | ---------- |
| 2            | Mephisto    | Ernest Halberg  | 1928, 1929 |
| 2            | Erle II     | Walter Hafemann | 1949, 1950 |
| 2            | The Rock    | Piero D’Inzeo   | 1959, 1961 |
| 2            | R. Apollo   | Nick Skelton    | 1987, 1988 |
| 2            | Goldfever 3 | Ludger Beerbaum | 2002, 2003 |

### Vollständige Liste
| Jahr | Sieger                     | Pferd              | Anmerkungen |
| --- | -------------------------- | ------------------ | --- |
| 2024 | André Thieme               | Chakaria           | |
| 2023 | Marcus Ehning              | Stargold           | |
| 2022 | Gerrit Nieberg             | Ben 431            | |
| 2021 | Daniel Deußer              | Killer Queen       | |
| 2020 kein CHIO wegen der COVID-19-Pandemie. |                            |                    | |
| 2019 | Kent Farrington            | Gazelle            | |
| 2018 | Marcus Ehning              | Pret a Tout        | |
| 2017 | Grégory Wathelet           | Coree              | |
| 2016 | Philipp Weishaupt          | Convall            | |
| 2015 | Scott Brash                | Sanctos            | Der Große Preis wurde im Rahmen eines CSI 5*-Turniers ausgetragen. Der deutsche CSIO wurde in Mannheim durchgeführt. |
| 2014 | Christian Ahlmann          | Codex One          | |
| 2013 | Nick Skelton               | Big Star           | |
| 2012 | Michael Whitaker           | Amai               | |
| 2011 | Janne Friederike Meyer     | C. Lambrasco       | |
| 2010 | Eric Lamaze                | Hickstead          | |
| 2009 | Denis Lynch                | Lantinus           | |
| 2008 | Albert Zoer                | Sam                | |
| 2007 | Beezie Madden              | Authentic          | |
| 2006 | Marcus Ehning              | N. Küchengirl      | |
| 2005 | Meredith Michaels-Beerbaum | Shutterfly         | |
| 2004 | Markus Fuchs               | Tinka’s Boy        | |
| 2003 | Ludger Beerbaum            | Goldfever 3        | |
| 2002 | Ludger Beerbaum            | Goldfever 3        | |
| 2001 | Jeroen Dubbeldam           | De Sjiem           | |
| 2000 | Otto Becker                | D. Cento           | |
| 1999 | Trevor Coyle               | Cruising           | |
| 1998 | Hugo Simon                 | E.T. FRH           | |
| 1997 | John Whitaker              | V.V. Welham        | |
| 1996 | Ludger Beerbaum            | S. Ratina Z        | |
| 1995 | Jean-Claude Van Geenberghe | O. Freestyle       | |
| 1994 | Rodrigo Pessoa             | L.P. Special Envoy | |
| 1993 | Jean-Claude Van Geenberghe | O.C. Carrera       | |
| 1992 | Jos Lansink                | O. Egano           | |
| 1991 | Anne Kursinski             | Starman            | |
| 1990 | Thomas Frühmann            | Grandeur           | |
| 1989 | Franke Sloothaak           | Walzerkönig        | |
| 1988 | Nick Skelton               | R. Apollo          | |
| 1987 | Nick Skelton               | R. Apollo          | |
| 1986 wurden statt des CHIO die Weltmeisterschaften der Springreiter in Aachen durchgeführt, der deutsche CHIO wurde in Donaueschingen ausgetragen. |                            |                    | |
| 1985 | Michael Rüping             | Silbersee          | |
| 1984 | Paul Schockemöhle          | Deister            | |
| 1983 | Willi Melliger             | Van Gogh           | |
| 1982 | Nick Skelton               | Everest if Ever    | |
| 1981 | Malcolm Pyrah              | T. Anglezarke      | |
| 1980 | Liz Edgar                  | Forever            | |
| 1979 | Paul Schockemöhle          | El Paso            | |
| 1978 | Eddie Macken               | Boomerang          | |
| 1977 | Harvey Smith               | Graffiti           | |
| 1976 | Gerd Wiltfang              | Davos              | |
| 1975 | Graham Fletcher            | Buttevant Boy      | |
| 1974 | Paul Schockemöhle          | Talisman           | |
| 1973 | Paul Weier                 | Fink               | |
| 1972 | Nelson Pessoa              | Nagir              | |
| 1971 | Marcel Rozier              | Sans Souci         | |
| | Neal Shapiro               | Sloopy             | |
| 1970 | Herrmann Schridde          | Heureka            | |
| 1969 | Alwin Schockemöhle         | Wimpel II          | |
| | Hans Günter Winkler        | Enigk              | |
| 1968 | Alwin Schockemöhle         | Donald Rex         | |
| | Hendrik Snoek              | Dorina             | |
| 1967 | Andrew Fielder             | Vibart             | |
| 1966 | Neal Shapiro               | Jacks or Better    | |
| 1965 | Miguel H. Arrambide        | Chimbote           | |
| | Piero D’Inzeo              | Bally Black        | |
| 1964 | Nelson Pessoa              | Gran Geste         | |
| 1963 | Raimondo D’Inzeo           | Posillipo          | |
| 1962 | Alwin Schockemöhle         | Freiherr           | |
| 1961 | Piero D’Inzeo              | The Rock           | |
| 1960 | George H. Morris           | Night Owl          | |
| 1959 | Piero D’Inzeo              | The Rock           | |
| 1958 | Magnus von Buchwald        | Flugwind           | |
| 1957 | Hans Günter Winkler        | Halla              | |
| 1956 | Francisco Goyoaga          | Fahnenkönig        | |
| 1955 | Fritz Thiedemann           | Meteor             | |
| 1954 | Hans Günter Winkler        | Orient             | |
| 1953 | Fritz Thiedemann           | Aar                | |
| 1952 | Piero D’Inzeo              | Uruguay            | |
| 1951 | Fritz Thiedemann           | Original Holsatia  | |
| 1950 | Walter Hafemann            | Erle II            | |
| 1949 | Walter Hafemann            | Erle II            | |
| 1948 | Franklin Wing              | Totila             | |
| 1947 | Prinz Karl zu Salm         | Garant             | |
| von 1940 bis 1946 wurde kein CHIO in Aachen durchgeführt                                                                                           |                            |                    | |
| 1939 | Hans-Heinrich Brinckmann   | Baron IV           | |
| 1938 | Paul Mondron               | Ibrahim            | |
| 1937 | Hans-Heinrich Brinckmann   | Erle               | |
| 1936 | Henri Rang                 | Delfis             | |
| 1935 | Tomo Tudoran               | R. de Solei        | |
| 1934 | Axel Holst                 | Bianka             | |
| 1933 | Heinz Brandt               | Coralle            | |
| 1932 | Alessandro Bettoni         | Nereide            | |
| 1931 | Fernando Filliponi         | Nasello            | |
| | Giulio Borsarelli          | Crispa             | |
| | Tommasso Lequia            | Norgil             | |
| 1930 | Mario Lombardi             | Roccabruna         | |
| 1929 | Ernest Halberg             | Mephisto           | |
| 1928 | Ernest Halberg             | Mephisto           | |
| 1927 | R. Lotz                    | Olnad              | |

## Nationenpreis
Der Nationenpreis der Springreiter beim CHIO Aachen wird als Springprüfung mit zwei Umläufen und Stechen ausgetragen.

siehe auch: Nations Cup (Springreiten)
| Jahr | Sieger Nationenpreis | Mitglieder der Siegermannschaft (ab 1998) | weitere (ab 1998) |
| --- | --- | --- | --- |
| 2024 | Irland | Denis Lynch mit Vistogrand Bertram Allen mit Pacino Amiro Shane Sweetnam mit James Kann Cruz Cian O’Connor mit Fancy de Kergane                      | 6. Platz: Deutschland André Thieme mit Chakaria Jana Wargers mit Limbridge Kendra Claricia Brinkop mit Tabasco de Toxandria Christian Kukuk mit Mumbai 10. Platz: Schweiz Steve Guerdat mit Venard de Cerisy Janika Sprunger mit Orelie Romain Duguet mit Hunger Games du Champ du Bois Martin Fuchs mit Commissar Pezi |
| 2023 | Schweiz | Steve Guerdat mit Venard de Cerisy Niklaus Schurtenberger mit C-Steffra Edouard Schmitz mit Gamin van't Naastveldhof Martin Fuchs mit Commissar Pezi | 5. Platz: Deutschland Jana Wargers mit Limbridge Hans-Dieter Dreher mit Elysium Mario Stevens mit Starissa Marcus Ehning mit Stargold |
| 2022 | Deutschland | Jana Wargers mit Limbridge Christian Kukuk mit Mumbai Janne F. Meyer-Zimmermann mit Messi van't Ruytershof André Thieme mit DSP Chakaria             | 4. Platz: Schweiz Steve Guerdat mit Venard de Cerisy Bryan Balsiger mit Dubai du Bois Pinchet Pius Schwizer mit Vancouver de Lanlore Martin Fuchs mit Conner Jei |
| 2021 | Vereinigte Staaten | Jessica Springsteen mit Don Juan van de Donkhoeve Lucy Deslauriers mit Hester Brian Moggre mit Balou du Reventon Laura Kraut mit Baloutinue          | 6. Platz: Deutschland Daniel Deußer mit Killer Queen Christian Ahlmann mit Clintrexo Z David Will mit C-Vier |
| 2020 | Aufgrund der COVID-19-Pandemie fand kein deutscher Nationenpreis der Springreiter statt.                                               | Aufgrund der COVID-19-Pandemie fand kein deutscher Nationenpreis der Springreiter statt.                                                             | Aufgrund der COVID-19-Pandemie fand kein deutscher Nationenpreis der Springreiter statt. |
| 2019 | Schweden | Henrik von Eckermann mit Mary Lou Angelie von Essen mit Luikan Q Evelina Tovek mit Dalila de la Pomme Peder Fredricson mit Christian K               | 2. Platz: Deutschland Simone Blum mit DSP Alice Christian Ahlmann mit Clintrexo Z Daniel Deußer mit Calisto Blue Marcus Ehning mit Funky Fred Ausgeschieden: Schweiz |
| 2018 | Deutschland | Simone Blum mit DSP Alice Laura Klaphake mit Catch me if you can OLD Maurice Tebbel mit Chaccos´ Son Marcus Ehning mit Pret a Tout                   | 4. Platz: Schweiz Werner Muff mit Daimler Paul Estermann mit Lord Pepsi Steve Guerdat mit Hannah |
| 2017 | Deutschland | Marcus Ehning mit Pret a Tout Maurice Tebbel mit Chaccos´ Son Marco Kutscher mit Clenur Philipp Weishaupt mit Convall                                | 2. Platz: Schweiz Werner Muff mit Daimler Martin Fuchs mit Clooney Nadja Peter-Steiner mit Saura de Fondcombe Steve Guerdat mit Hannah |
| 2016 | Deutschland | Christian Ahlmann mit Epleaser van´t Heike Marcus Ehning mit Pret a Tout Meredith Michaels-Beerbaum mit Fibonacci Ludger Beerbaum mit Casello        | 5. Platz: Schweiz Romain Duguet mit Quorida de Treho Paul Estermann mit Castlefield Eclipse Martin Fuchs mit Clooney Steve Guerdat mit Corbinian |
| 2015 | Im Jahr 2015 wird in Aachen aufgrund der Europameisterschaften kein CHIO ausgetragen. Der deutsche CSIO wurde in Mannheim ausgetragen. | Im Jahr 2015 wird in Aachen aufgrund der Europameisterschaften kein CHIO ausgetragen. Der deutsche CSIO wurde in Mannheim ausgetragen.               | Im Jahr 2015 wird in Aachen aufgrund der Europameisterschaften kein CHIO ausgetragen. Der deutsche CSIO wurde in Mannheim ausgetragen. |
| 2014 | Belgien | Pieter Devos mit Dream of India Olivier Philippaerts mit Cabrio van de Heffinck Jos Verlooy mit Domino Gregory Wathelet mit Conrad de Hus            | 4. Platz: Deutschland Marcus Ehning mit Plot Blue Katrin Eckermann mit Firth of Lorne Daniel Deußer mit Cornet d´Amour Ludger Beerbaum mit Chiara 8. Platz: Schweiz Pius Schwizer mit Toulago Romain Duguet mit Quorida de Treho Paul Estermann mit Castlefield Eclipse Steve Guerdat mit Nasa                          |
| 2013 | Niederlande | Marc Houtzager mit Tamino Leon Thijssen mit Tyson Harrie Smolders mit Emerald Gerco Schröder mit London                                              | 3. Platz: Deutschland Christian Ahlmann mit Codex One Daniel Deußer mit Cornet d´Amour Meredith Michaels-Beerbaum mit Bella Donna Ludger Beerbaum mit Chiara 6. Platz: Schweiz Steve Guerdat mit Nasa Werner Muff mit Never Last Janika Sprunger mit Uptown Boy Pius Schwizer mit Picsou du Chene                       |
| 2012 | Frankreich | Eugénie Angot mit Old Chap Tame Roger-Yves Bost mit Nippon d´Elle Pénélope Leprevost mit Mylord Carthago Olivier Guillon mit Lord de Theize          | 2. Platz: Deutschland Marcus Ehning mit Plot Blue Christian Ahlmann mit Codex One Janne-Friederike Meyer mit Lambrasco Marco Kutscher mit Cornet Obolensky 4. Platz: Schweiz Werner Muff mit Kiamon Paul Estermann mit Castlefield Eclipse Steve Guerdat mit Carpalo Pius Schwizer mit Carlina                          |
| 2011 | Niederlande | Eric van der Vleuten mit Utascha SFN Jur Vrieling mit Bubalu Gerco Schröder mit New Orleans Jeroen Dubbeldam mit Simon                               | 2. Platz: Deutschland Christian Ahlmann mit Taloubet Z Janne Friederike Meyer mit Lambrasco Carsten-Otto Nagel mit Corradina Ludger Beerbaum mit Gotha |
| 2010 | Irland | Billy Twomey mit Tinka’s Serenade Dermott Lennon mit Hallmark Elite Cian O’Connor mit K Club Lady Denis Lynch mit Lantinus                           | 2. Platz: Deutschland Marco Kutscher mit Cash Janne Friederike Meyer mit Lambrasco Ludger Beerbaum mit Gotha Marcus Ehning mit Plot Blue 4. Platz: Schweiz Steve Guerdat mit Jalisca Solier Niklaus Schurtenberger mit Cantus Werner Muff mit Campione Pius Schwizer mit Carlina                                        |
| 2009 | Frankreich | Pénélope Leprevost mit Jubilee d´Ouilly Roger-Yves Bost mit Ideal de la Loge Timothée Anciaume mit Lamm de Fetan Kevin Staut mit Kraque Boom         | 2. Platz: Deutschland Marcus Ehning mit Plot Blue Philipp Weishaupt mit Souvenir Carsten-Otto Nagel mit Corradina Meredith Michaels-Beerbaum mit Checkmate 7. Platz: Schweiz Pius Schwizer mit Carlina Christina Liebherr mit Robin Hood Niklaus Schurtenberger mit Cantus Steve Guerdat mit Tresor V                   |
| 2008 | Deutschland | Christian Ahlmann mit Cöster Marco Kutscher mit Montender Ludger Beerbaum mit All Inclusive NRW Meredith Michaels-Beerbaum mit Shutterfly            | 7. Platz: Schweiz Pius Schwizer mit Nobless M Niklaus Schurtenberger mit Cantus Steve Guerdat mit Jalisca Solier Beat Mändli mit Ideo du Thot |
| 2007 | Deutschland | Marcus Ehning mit Noltes Küchengirl Christian Ahlmann mit Cöster Meredith Michaels-Beerbaum mit Shutterfly Ludger Beerbaum mit Goldfever             | 2. Platz: Schweiz Werner Muff mit Plot Blue Markus Fuchs mit La Toya Niklaus Schurtenberger mit Cantus Pius Schwizer mit Nobless M |
| 2006 | Deutschland | Ludger Beerbaum mit L´Espoir Christian Ahlmann mit Cöster Meredith Michaels-Beerbaum mit Shutterfly Marcus Ehning mit Gitania                        | 4. Platz: Schweiz Christina Liebherr mit No Mercy Niklaus Schurtenberger mit Cantus Markus Fuchs mit La Toya Beat Mändli mit Ideo du Thot |
| 2005 | Vereinigte Staaten | Jeffery Welles mit Armani Laura Kraut mit Miss Independent McLain Ward mit Sapphire Beezie Madden mit Authentic                                      | 4. Platz: Schweiz Markus Fuchs mit La Toya Christina Liebherr mit No Mercy Niklaus Schurtenberger mit Cantus Steve Guerdat mit Tijl van het Pallieterland 7. Platz: Deutschland Marcus Ehning mit Gitania Marco Kutscher mit Montender Meredith Michaels-Beerbaum mit Checkmate Ludger Beerbaum mit L´Espoir            |
| 2004 | Deutschland | Otto Becker mit Cento Marco Kutscher mit Montender Christian Ahlmann mit Cöster Meredith Michaels-Beerbaum mit Shutterfly                            | |
| 2003 | Irland | Robert Splaine mit Cool Diamond Peter Charles mit Pershing Billy Twomey mit Luidam Kevin Babington mit Carling King                                  | 3. Platz: Deutschland Marcus Ehning mit For Pleasure Christian Ahlmann mit Cöster Otto Becker mit Cento Ludger Beerbaum mit Gladdys S |
| 2002 | Schweiz | Beat Mändli mit Gryfino Paul Freimüller mit Himmerdor Dehlia Oeuvray mit King Cavalier Markus Fuchs mit Tinka’s Boy                                  | 2. Platz: Deutschland Marcus Ehning mit For Pleasure Sören von Rönne mit Chandra Otto Becker mit Cento Ludger Beerbaum mit Gladdys S |
| 2001 | Belgien | Philippe Le Jeune mit Nabab de Reve Marc van Dijck mit Goliath Jos Lansink mit Caridor Z Ludo Philippaerts mit Parco                                 | 2. Platz: Deutschland Marcus Ehning mit For Pleasure Franke Sloothaak mit Joli Coeur Otto Becker mit Cento Ludger Beerbaum mit Gladdys S |
| 2000 | Vereinigtes Königreich | | 2. Platz: Deutschland Lars Nieberg mit Esprit Marcus Ehning mit For Pleasure Otto Becker mit Cento Sören von Rönne mit Chandra |
| 1999 | Schweiz | Lesley McNaught mit Dulf Markus Fuchs mit Tinka’s Boy Beat Mändli mit Pozitano Willi Melliger mit Calvaro Z                                          | 2. Platz: Deutschland Marcus Ehning mit For Pleasure Meredith Michaels-Beerbaum mit Stella Ludger Beerbaum mit Champion du Lys Franke Sloothaak mit Cassini |
| 1998 | Deutschland | Otto Becker mit Cera Markus Beerbaum mit Lady Weingard Franke Sloothaak mit Cassini Lars Nieberg mit For Pleasure                                    | |
| 1997 | Niederlande | Niederlande | Niederlande |
| 1996 | Deutschland | Deutschland | Deutschland |
| 1995 | Irland | Irland | Irland |
| 1994 | Vereinigtes Königreich | Vereinigtes Königreich | Vereinigtes Königreich |
| 1993 | Schweiz | Schweiz | Schweiz |
| 1992 | Deutschland | Deutschland | Deutschland |
| 1991 | Niederlande | Niederlande | Niederlande |
| 1990 | Frankreich | Frankreich | Frankreich |
| 1989 | Vereinigtes Königreich | Vereinigtes Königreich | Vereinigtes Königreich |
| 1988 | Frankreich | Frankreich | Frankreich |
| 1987 | Vereinigte Staaten | Vereinigte Staaten | Vereinigte Staaten |
| 1986 wurden statt des CHIO die Weltmeisterschaften der Springreiter in Aachen durchgeführt, der deutsche CHIO wurde in Donaueschingen ausgetragen. | | | |
| 1985 | Vereinigte Staaten | Vereinigte Staaten | Vereinigte Staaten |
| 1984 | Schweiz | Schweiz | Schweiz |
| 1983 | Schweiz | Schweiz | Schweiz |
| 1982 | BR Deutschland | BR Deutschland | BR Deutschland |
| 1981 | Vereinigtes Königreich | Vereinigtes Königreich | Vereinigtes Königreich |
| 1980 | Frankreich | Frankreich | Frankreich |
| 1979 | Irland | Irland | Irland |
| 1978 | Vereinigtes Königreich | Vereinigtes Königreich | Vereinigtes Königreich |
| 1977 | BR Deutschland | BR Deutschland | BR Deutschland |
| 1976 | Italien | Italien | Italien |
| 1975 | BR Deutschland | BR Deutschland | BR Deutschland |
| 1974 | BR Deutschland | BR Deutschland | BR Deutschland |
| 1973 | BR Deutschland | BR Deutschland | BR Deutschland |
| 1972 | BR Deutschland | BR Deutschland | BR Deutschland |
| 1971 | Vereinigte Staaten | Vereinigte Staaten | Vereinigte Staaten |
| 1970 | BR Deutschland | BR Deutschland | BR Deutschland |
| 1969 | BR Deutschland | BR Deutschland | BR Deutschland |
| 1968 | Italien | Italien | Italien |
| 1967 | Vereinigtes Königreich | Vereinigtes Königreich | Vereinigtes Königreich |
| 1966 | Italien | Italien | Italien |
| 1965 | Italien | Italien | Italien |
| 1964 | Italien | Italien | Italien |
| 1963 | BR Deutschland | BR Deutschland | BR Deutschland |
| 1962 | Vereinigte Staaten | Vereinigte Staaten | Vereinigte Staaten |
| 1961 | BR Deutschland | BR Deutschland | BR Deutschland |
| 1960 | BR Deutschland | BR Deutschland | BR Deutschland |
| 1959 | Italien | Italien | Italien |
| 1958 | Spanien | Spanien | Spanien |
| 1957 | BR Deutschland | BR Deutschland | BR Deutschland |
| 1956 | Brasilien | Brasilien | Brasilien |
| 1955 | Deutschland | Deutschland | Deutschland |
| 1954 | Spanien | Spanien | Spanien |
| 1953 | Spanien | Spanien | Spanien |
| 1952 | Italien | Italien | Italien |
| von 1947 bis 1951 wurde im Rahmen des CHIO Aachen kein Nationenpreis der Springreiter ausgetragen                                                  | | | |
| von 1940 bis 1946 wurde kein CHIO in Aachen durchgeführt                                                                                           | | | |
| 1939 | Deutsches Reich | Deutsches Reich | Deutsches Reich |
| 1938 | Rumänien | Rumänien | Rumänien |
| 1937 | Irland | Irland | Irland |
| 1936 | Deutsches Reich | Deutsches Reich | Deutsches Reich |
| 1935 | Deutsches Reich | Deutsches Reich | Deutsches Reich |
| 1934 | Königreich Italien | Königreich Italien | Königreich Italien |
| 1933 | Deutsches Reich | Deutsches Reich | Deutsches Reich |
| 1932 | Deutsches Reich | Deutsches Reich | Deutsches Reich |
| 1931 | Königreich Italien | Königreich Italien | Königreich Italien |
| 1930 | Königreich Italien | Königreich Italien | Königreich Italien |
| 1929 | Schweden | Schweden | Schweden |